# (76811) 2000 QK57
2000 كيو كي 57 (ويعرف أيضًا باسم (76811) 2000 كيو كي 57 وفق تسمية الكوكب الصغير) (بالإنجليزية: 2000 QK57)‏ هو كويكب ضمن حزام الكويكبات؛ وترتيبه 76811 من حيث الاكتشاف.
اكتُشف هذا الجُرم الفلكي بواسطة بحث لنكولن عن الكويكبات القريبة من الأرض في 26 أغسطس 2000.

## وصلات خارجية
- (76811) 2000 QK57 في قاعدة بيانات مختبر الدفع النفاث لأجرام النظام الشمسي الصغيرة

- الاكتشاف · مخطط المدار ·  العناصر المدارية · المعلمات المادية

- (76811) 2000 QK57 على موقع ويكي سكاي: DSS2, SDSS, GALEX, IRAS, Hydrogen α, X-Ray, Astrophoto, Sky Map, Articles and images